# Berlin-Frage

Die vier Sektoren Berlins nach Beschluss der Konferenz von Jalta

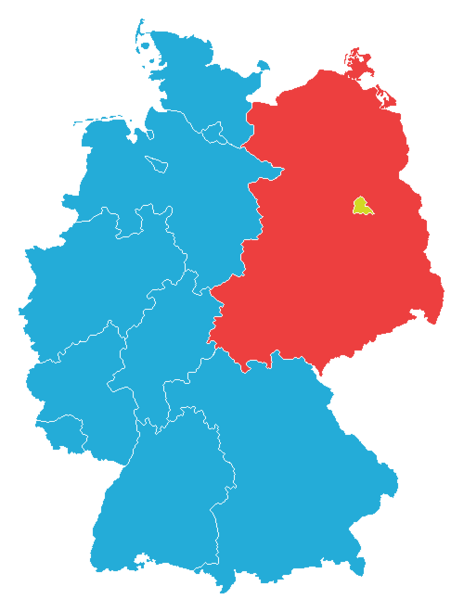
Nach der 1958 in der Berlin-Krise von Nikita Chruschtschow entwickelten und vom Ostblock vertretenen Drei-Staaten-Theorie sollte neben der Bundesrepublik Deutschland (blau) und der DDR (rot) die „entmilitarisierte Freie Stadt West-Berlin“ (gelb) existieren

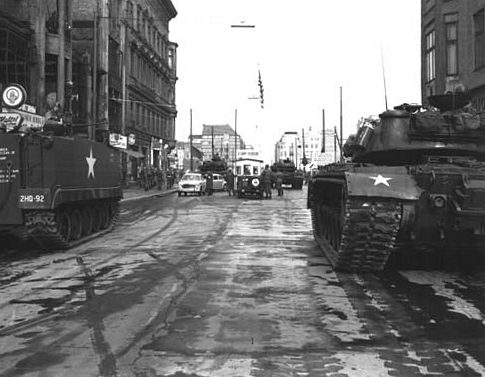
Der Streit um die Berlin-Frage kurz vor einer Eskalation: Sowjetische und amerikanische Panzer stehen sich kurz nach dem Mauerbau am 27. Oktober 1961 am Checkpoint Charlie drohend gegenüber

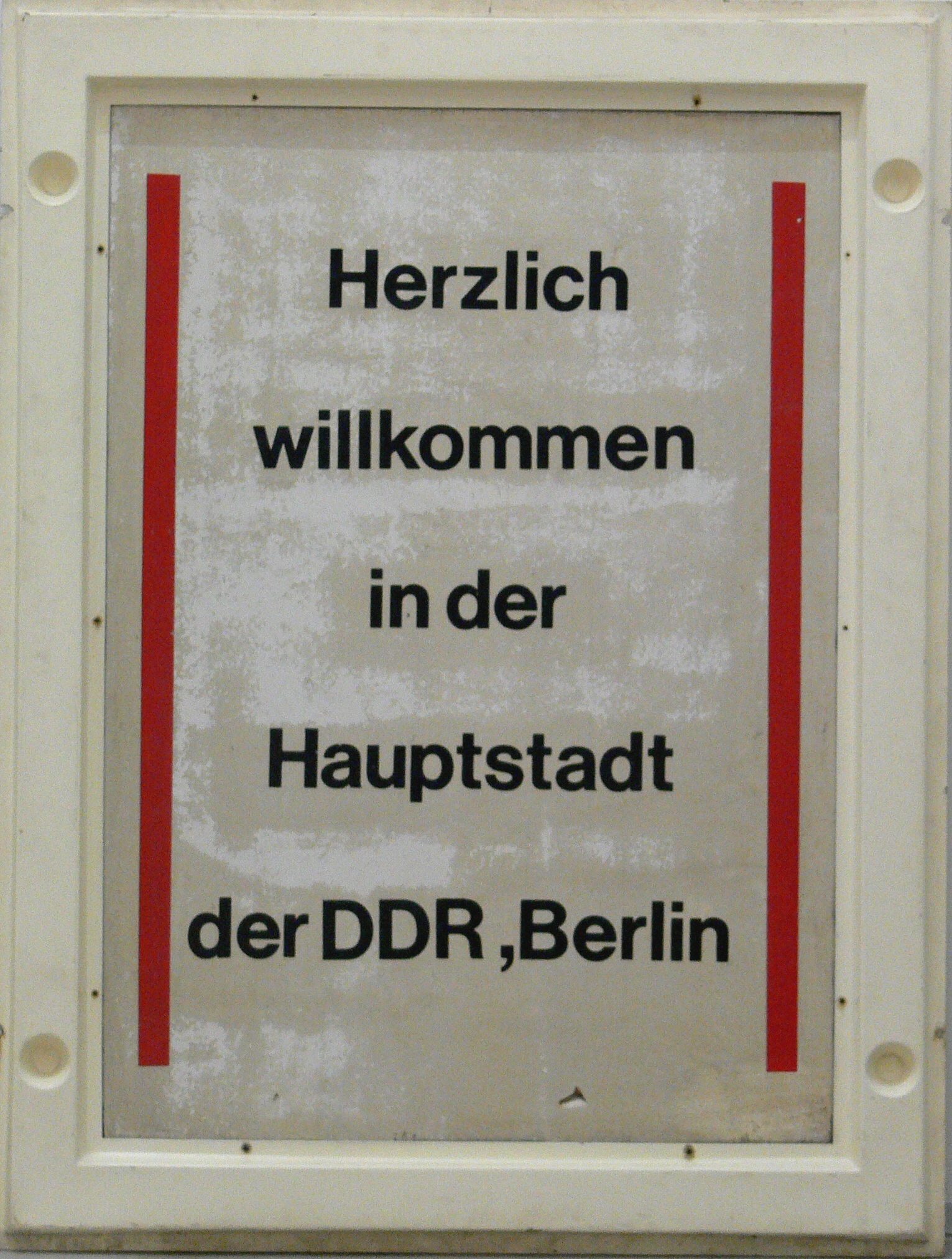
Schild am ehemaligen Grenzübergang Bornholmer Straße (bis 1990)

Als Berlin-Frage wird der umstrittene Sonderstatus der nach bedingungsloser Kapitulation zum Ende des Zweiten Weltkriegs durch die Sowjetunion besetzten und durch Beschlüsse der Alliierten später geteilten Viersektorenstadt Berlin im geteilten Deutschland der Zeit von 1945 bis 1990 bezeichnet. Sie war Teil der deutschen Frage und ist in dieser geschichtlichen Epoche zu betrachten.

## Dimensionen
Die Berlin-Frage kann in fünf Dimensionen unterteilt werden:
- Eine innenpolitische Dimension aus Sicht der beiden deutschen Staaten (Bundesrepublik Deutschland und Deutsche Demokratische Republik), die um eine möglichst weitreichende Integration Berlins oder zumindest „ihres“ Stadtteils bemüht waren;
- eine außenpolitische Dimension aus Sicht der Hauptsiegermächte im Zweiten Weltkrieg (Vereinigte Staaten, Sowjetunion, Vereinigtes Königreich und Frankreich), die ihren Einfluss in der ehemaligen Reichshauptstadt sichern wollten; damit zusammenhängend
- eine geostrategische Dimension, die sich aus der „Insellage“ Berlins in der Sowjetischen Besatzungszone (SBZ) ergab und während des Kalten Kriegs eine besondere Bedeutung erlangte;
- eine staats- und völkerrechtliche Dimension wegen der internationalen rechtlichen Sonderstellung Berlins und wegen seines rechtlichen Verhältnisses zu den beiden deutschen Staaten;
- eine humanitäre Dimension, da die Teilung Berlins und seiner Bevölkerung großes menschliches Leid mit sich brachte.

## Historische Entwicklung
Kennzeichnende Ereignisse und Abschnitte im Umgang mit der Berlin-Frage waren:
- Die Konferenz von Jalta vom 2. bis 11. Februar 1945, auf der die Siegermächte Deutschland in vier Besatzungszonen und Berlin in vier Sektoren teilten;
- die Potsdamer Konferenz vom 17. Juli bis 2. August 1945, die im Potsdamer Abkommen die Zuständigkeit des Kontrollrats für die Angleichung der Politik der Alliierten hervorhob;
- die Rote Armee der Sowjetunion (die in der Schlacht um Berlin das gesamte Gebiet Berlins und dessen Umland eroberte, mit folgender bedingungslosen Kapitulation der Wehrmacht) zog sich aufgrund der getroffenen Beschlüsse der Alliierten im Sommer 1945 aus den drei Westsektoren Berlins, wo die Westmächte fortan Inhaber der Obersten Gewalt waren, zurück;
- das Austreten des sowjetischen Vertreters aus der Alliierten Kommandantur am 16. Juni 1948;
- Währungsreform 1948 in den drei westalliierten Besatzungszonen und den Westsektoren von Berlin (Einführung der Deutschen Mark, angekündigt am 18. Juni) und Währungsreform 1948 in der Sowjetischen Besatzungszone und Gesamt-Berlin (angekündigt am 22. Juni), damit verbunden die wirtschaftliche Spaltung Gesamtdeutschlands;
- als Antwort unter anderem darauf die Berlin-Blockade 1948/49, mit der die Sowjetunion die Versorgung der Westsektoren zu verhindern versuchte, was zur Bildung der Berliner Luftbrücke führte;
- am 30. November 1948 wurde die Spaltung der Berliner Verwaltung dadurch endgültig, dass sich im Sowjetischen Sektor von Berlin eine durch keinen Wählerauftrag legitimierte „Außerordentliche Stadtverordnetenversammlung“ konstituierte, die im Wesentlichen aus Funktionären der SED bestand, den SED-Politiker Friedrich Ebert jun. zum „Oberbürgermeister von Groß-Berlin“ wählte und sich danach auflöste; die Sowjetunion erkannte den Ebert-Magistrat sofort als einzig rechtmäßige Berliner Regierung an;
- die Alliierte Kommandantur regelte in der Erklärung der Alliierten Kommandantur über Berlin vom 5. Mai 1955 die Stellung Berlins zu den westlichen Besatzungsmächten;
- die Berlin-Krise Ende von 1958/59, in der die Sowjetunion die Weitergeltung der Vereinbarungen zwischen den vier Mächten bestritt und mit einem Ultimatum den Rückzug der Westmächte aus West-Berlin und die Umwandlung der Westsektoren (Land Berlin) in eine entmilitarisierte Freie Stadt forderte;
- der Bau der Berliner Mauer im August 1961, der zur physischen Teilung der Stadt führte;
- mehrere Passierscheinabkommen für West-Berliner zu Verwandtenbesuchen (ab Dezember 1963);
- die folgende Entspannung mit dem Viermächteabkommen 1971, das den zukünftigen Status Berlins klären sollte;
- die schleichende Gewöhnung aller Beteiligten an den Status quo als „Hauptstadt der DDR“ im Laufe der 1970er und 1980er Jahre bis hin zur
- friedlichen Revolution in der DDR 1989 und mit Grenzöffnung am 9. November 1989 der Fall der Berliner Mauer sowie
- die endgültige Lösung der Berlin-Frage im Zuge der deutschen Wiedervereinigung im Jahr 1990.

Restbestände des Vier-Mächte-Status Berlins unter Mitwirkung der Sowjetunion blieben bis 1990:
- Bewegungsfreiheit von Westalliierten und sowjetischen Militärpatrouillen in der gesamten Stadt
- Gemeinsam betriebene Flugsicherheitszentrale im Gebäude des Alliierten Kontrollrats
- Sitz des Ministeriums für Nationale Verteidigung der DDR außerhalb Berlins (in Strausberg)
- Gemeinsame Bewachung des Kriegsverbrechergefängnisses Spandau (bis 1987)

## Der Viermächtestatus in Ost-Berlin
Wurde der Status durch die Sowjetunion und die DDR anfangs noch voll anerkannt, so erfolgte ab den 1950er Jahren ein schrittweiser Abbau der Merkmale des Viermächtestatus. Im Einzelnen waren dies:
- 1953: Abschaffung des „Behelfsmäßigen Personalausweises“
- 1961: Abschaffung der Ost-Berliner SPD-Organisation
- 1961: Ende der gesamtstädtischen Freizügigkeit durch den Bau der Berliner Mauer am 13. August
- 1962: Einführung der allgemeinen Wehrpflicht in der DDR und Präsenz der NVA[1]
- 1976: Ende der getrennten Verkündung von DDR-Gesetzen im Ost-Berliner Verordnungsblatt
- 1976: Gemäß dem neuen Wahlgesetz[2] wurden nunmehr bei Volkskammerwahlen auch die Ost-Berliner Abgeordneten direkt gewählt.
- 1977: Wegfall der Kontrollen an der Stadtgrenze zwischen Ost-Berlin und der DDR

## Interessenlagen

### Bundesrepublik Deutschland
Die Bundesrepublik Deutschland wie auch der Berliner Senat (West) hielten stets am Ziel der deutschen Wiedervereinigung fest und betrachteten die Besatzung und Teilung Deutschlands und Berlins als vorübergehendes Kapitel der Geschichte. Solange die Wiedervereinigung jedoch politisch unrealistisch erschien, wurden die Bindungen zwischen der Bundesrepublik und West-Berlin so eng wie möglich gehalten, um ein Abdriften West-Berlins in den Einflussbereich der Sowjetunion zu verhindern. Dies führte unter anderem zu einer großzügigen Subventionierung West-Berlins durch die Bundesrepublik, beispielsweise durch die Berlinzulage. Zudem setzte sich die Bundesregierung für Reiseerleichterungen ein, um West-Berlinern Verwandtenbesuche nach Ost-Berlin und in die DDR sowie die Benutzung der Transitwege nach Westdeutschland zu erleichtern.
„Groß-Berlin“ (also Berlin als Ganzes) wurde vom Grundgesetz schon 1949 als Land der Bundesrepublik Deutschland genannt, denn „aufgrund der engeren Fassung dieses Schreibens (der drei westlichen Militärgouverneure betreffend die Genehmigung des Grundgesetzes vom 12. Mai 1949), in dem von einer Suspendierung des Artikel 23 nicht mehr die Rede war, setzte in der Bundesrepublik Deutschland die Auffassung sich durch, Artikel 23 sei nicht suspendiert und (West-)Berlin daher ein Land der Bundesrepublik (BVerfGE 7, 1 [7, 10])“.
Da ersteres offensichtlich Theorie bleiben musste, beschränkte die Bundesregierung sich notgedrungen auf „Berlin (West)“ und versuchte, wenigstens den Westteil der Stadt politisch und wirtschaftlich so eng wie möglich einzubinden. Eine vollständige rechtliche Integration scheiterte jedoch am Vorbehalt der vier Mächte, was dazu führte, dass sich West-Berlin bis 1990 in einigen wichtigen Punkten von einem gewöhnlichen Bundesland unterschied: Beispielsweise wurden Berliner Bundestagsabgeordnete nicht direkt vom Volk gewählt, sondern vom Abgeordnetenhaus entsandt; sie hatten in der damaligen Bundeshauptstadt Bonn kein Stimmrecht, sondern eine beratende Funktion. Darüber hinaus unterlagen West-Berliner Bürger im Rahmen des Viermächteabkommens nicht der bundesdeutschen Wehrpflicht. Die Außerparlamentarische Opposition (APO) thematisierte – auch durch heftige Protestaktionen – die Frage, ob West-Berliner Behörden Amtshilfe zur Durchsetzung dieser Wehrpflicht in West-Berlin durchführen dürfen.
Die Bezeichnung West-Berlin war allgemein üblich, aber im amtlichen Sprachgebrauch, insbesondere in der Schreibweise „Westberlin“, verpönt. Stattdessen wurde stets Berlin (West) oder kurz Berlin geschrieben, während der Ostteil der Stadt Ost-Berlin genannt werden durfte. Dadurch sollte einer sprachlichen Entwicklung entgegengewirkt werden, die den Eindruck erzeugen könnte, bei den beiden Stadthälften handele es sich um eigenständige Städte, was dem Gedanken der Wiedervereinigung abträglich gewesen wäre. Die Debatte um die politisch korrekte Bezeichnung für Berlin ähnelte dabei prinzipiell der um die Abkürzung „BRD“.

### Deutsche Demokratische Republik
Die DDR hingegen nahm Ende der 1950er Jahre von ihrem Ziel einer Wiedervereinigung unter sozialistischem Vorzeichen Abstand und war bemüht, die Teilung Deutschlands und Berlins zu festigen. Diese Bestrebungen fanden ihren Höhepunkt im Bau der Berliner Mauer 1961. Die von der DDR als lästiger Fremdkörper im eigenen Staatsgebiet empfundene „Insel“ West-Berlin, die zunehmend als Schlupfloch für DDR-Flüchtlinge diente, sollte abgeschottet werden. Während die DDR-Regierung Ost-Berlin widerrechtlich, aber von den Besatzungsmächten geduldet zur „Hauptstadt der DDR“ erklärte, bestand sie stets darauf, dass die „Selbständige politische Einheit Westberlin“ kein Bestandteil der Bundesrepublik Deutschland sei.
Im Sprachgebrauch in der DDR wurde also der Ostteil „Berlin, Hauptstadt der Deutschen Demokratischen Republik“ oder kurz „Berlin“ genannt, während der Westteil „Selbständige politische Einheit Westberlin“ oder einfach „Westberlin“ hieß, immer ohne Bindestrich geschrieben. Es sollte so der politisch erwünschte Eindruck von einem „eigentlichen“ Berlin im Osten und einem fremdartigen Gebilde westlich davon erzeugt werden.
Im westdeutschen Sprachgebrauch wurde bis Ende der 1960er Jahre vielfach von der Regierung in Pankow oder kurz von „Pankow“ gesprochen, wenn von der DDR-Führung die Rede war. Hierdurch sollte vermieden werden, von der Regierung in (Ost-)Berlin zu sprechen und damit in der Berlin-Frage deren amtliche Position mit ihrer Bezeichnung „Berlin, Hauptstadt der DDR“ zu unterstützen.

### Westmächte
Die Westmächte USA, Großbritannien und Frankreich betrachteten sich als Schutzmächte der Freiheit West-Berlins. Ihr Ziel war es, ihren Einflussbereich in Berlin zu sichern und eine Vereinnahmung West-Berlins durch die Sowjetunion zu verhindern. Zu diesem Zweck waren sie bereit, die Integration Ost-Berlins in die DDR und damit die Teilung der Stadt hinzunehmen, die mit einer Stabilisierung ihrer eigenen Machtposition im Westteil einherging. Insbesondere ihre Untätigkeit gegenüber dem Mauerbau 1961 wurde den Westmächten von vielen Berlinern verübelt und als Verrat an der Idee der Einheit und Freiheit Berlins wahrgenommen.
Formell hielten sie jedoch an ihrer Auffassung des die gesamte Stadt umfassenden Viermächte-Status fest. So blieb während der gesamten Zeit der Teilung der Platz des sowjetischen Abgesandten in der Alliierten Kommandantur symbolisch frei. Sie bestanden auf der Freizügigkeit westalliierter Militärangehöriger in ganz Berlin. Gegen Verletzungen des Viermächte-Status von östlicher Seite (z. B. Militärparaden der NVA auf Ost-Berliner Boden) reagierten sie mit diplomatischen Protestnoten. Die Botschaften der Westmächte und der meisten NATO-Staaten in Ost-Berlin hießen „Botschaft bei der DDR“ (statt „… in der DDR“), um zu betonen, dass sie sich nicht auf dem Territorium der DDR befänden.
Die Verteidigung West-Berlins hatte nicht nur humanitäre Gründe. Für die Westmächte, insbesondere für die USA, fungierte West-Berlin während des Ost-West-Konflikts als wichtiger Außenposten innerhalb des Ostblocks, der sich auch hervorragend für Spionagezwecke eignete (z. B. auf dem Teufelsberg).

### Sowjetunion
Diese Funktion als Außenposten des Westens missfiel der Sowjetunion. Bis zur Entspannung der Lage in den 1960er Jahren versuchte die Sowjetunion, die West-Alliierten aus Berlin zu verdrängen und die gesamte Stadt in ihren Einflussbereich zu integrieren. Die Sowjetunion verstieß damit, vor allem durch die Eingliederung Ost-Berlins in die DDR, erheblich gegen den Viermächtestatus der Stadt. Höhepunkte dieser Politik waren die Berlin-Blockade 1948/49 und das Berlin-Ultimatum 1958, das zur Berlin-Krise führte.
Später akzeptierte die Sowjetunion die Präsenz der Westmächte, bestand jedoch genau wie die DDR stets darauf, dass West-Berlin ein eigenständiges politisches Gebilde sei und kein Teil der Bundesrepublik. Die Sowjetunion und die DDR protestierten regelmäßig und erfolglos gegen die Präsenz von Bundesbehörden in West-Berlin und dessen Westintegration, wobei sie das Vierseitige Abkommen von 1971 dahingehend auslegten, dass die Westsektoren Berlins kein Bestandteil (konstitutiver Teil) der Bundesrepublik Deutschland seien und auch nicht von ihr regiert werden können.
Dennoch nahm die Sowjetunion weiterhin einen Teil ihrer Besatzungsrechte in West-Berlin wahr, namentlich in Form von Patrouillenfahrten sowjetischer Militärangehöriger und durch Teilnahme an der Bewachung des Kriegsverbrechergefängnisses Spandau.